# Khalil Al Ghamdi
Khalil Ibrahim Al Ghamdi (ur. 2 września 1970 w Rijadzie) – sędzia piłkarski z Arabii Saudyjskiej. Od 2003 roku sędzia międzynarodowy. Szczególnie dużo meczów sędziuje w Azji, gdzie jest uznanym sędzią piłkarskim i AFC wybiera go do sędziowania każdej większej imprezy pod egidą AFC. 
Sędziował także spotkania podczas Igrzysk Olimpijskich w Pekinie. W 2010 roku został wybrany do sędziowania spotkań podczas Mistrzostw Świata w RPA, a także został zaproszony jako gość do sędziowania podczas Pucharu Narodów Afryki 2010.

## Imprezy międzynarodowe
- Letnie Igrzyska Olimpijskie 2008
- Mistrzostwa Świata w Piłce Nożnej 2010
- Puchar Narodów Afryki 2010